# База даних Бейльштейна
База даних Бейльштейна — найбільша база даних у галузі органічної хімії, в якій сполуки однозначно ідентифікуються за реєстраційним номером Beilstein. База даних охоплює наукову літературу з 1771 року до сьогодні та містить експериментально підтверджену інформацію про мільйони хімічних реакцій і речовин з оригінальних наукових публікацій. Електронна база даних була створена на основі Handbuch der Organischen Chemie («Довідник Бейльштейна з органічної хімії»), заснованої Фрідріхом Конрадом Бейльштейном у 1881 році. З 2009 року вміст підтримується та розповсюджується Elsevier Information Systems у Франкфурті під назвою «Reaxys».
База даних містить інформацію про реакції, речовини, структури та властивості. Для кожної речовини доступно до 350 полів, що містять хімічні та фізичні дані (такі як точка плавлення, показник заломлення тощо). Також наводяться посилання на літературу, в якій містяться дані про реакцію або речовину.
Вміст Beilstein, доступний через Reaxys, доповнюється інформацією, взятою з Gmelin (яка дає доступ до бази даних Gmelin), дуже великого сховища металоорганічної та неорганічної інформації, а також інформацією, взятою з бази даних патентної хімії. Зареєстрована торгова марка Reaxys і сама база даних належать і захищаються Elsevier Properties SA і використовуються за ліцензією.

## Історія
Довідник Бейльштейна було засновано як німецькомовний стандартний довідник з органічної хімії, який мав доповнити зміст Chemisches Zentralblatt. У світлі провідної ролі німецької хімії в міжнародній науці довідник Бейльштейна швидко став відомим як стандартний довідник у всьому світі. Перше видання Handbuch der Organischen Chemie з'явилося у двох томах у 1881 та 1883 роках, у якому згадувалося 15 000 сполук приблизно на 2 200 сторінках. Друге видання вийшло в трьох томах з 1885 по 1889 рік і на 4080 сторінках, а з 1892 по 1899 рік вийшло третє видання в 4 томах і на 6844 сторінках. У 1896 році продовження довідника було передано Німецькому хімічному товариству, яке спочатку опублікувало додаткові томи 3-го видання, а з 1918 року — четверте видання. Починаючи з 5-го доповнення, після заміни німецької англійською як найактуальнішою науковою мовою, довідник став видаватись англійською мовою.

## У масовій культурі
- Оповідання Айзека Азімова «Що в імені?» (1956) представило Довідник Бейльштейна з органічної хімії як важливий елемент сюжету.